# Vendrennes
Vendrennes è un comune francese di 1 472 abitanti situato nel dipartimento della Vandea nella regione dei Paesi della Loira.

## Società

### Evoluzione demografica
Abitanti censiti